# Donegal GAA
Le Donegal County Board of the Gaelic Athletic Association ou plus simplement Donegal GAA est une sélection de sports gaéliques basée dans la province de l’Ulster. Elle est responsable de l’organisation des sports gaéliques dans le Comté de Donegal et des équipes qui le représente dans les rencontres inter-comtés. 

## Palmarès

### Football gaélique
- All-Ireland Senior Football Championships : 2
  - 1992, 2012
- Ulster Senior Football Championships : 7
  - 1972, 1974, 1983, 1990, 1992, 2011, 2012
- Ligue nationale de hurling : 1
  - 2007
- Dr. McKenna Cups : 8
  - 1963, 1965, 1967, 1975, 1985, 1991, 2009, 2010

### Hurling
- Ulster Senior Hurling Championships : 3
  - 1906, 1923, 1932